# Oskar Czepa (architekt)
Oskar Czepa (14. května 1883 Svojanov – 27. listopadu 1956 Vídeň) byl architekt a stavitel.

## Život
Narodil se ve Svojanově, v rodině zemědělce a kameníka. Měšťanskou školu navštěvoval v Mohelnici. Další vzdělání získal v Liberci. Potom pracoval ve Vídni u stavebních firem Fellner & Helmer a Leopold Fuchs. V roce 1907 si založil ve Vídni vlastní firmu. Bojoval v první světové válce, měl hodnost rytmistra rakousko-uherské armády. Po válce si se svým společníkem založil v Moravské Třebové stavební firmu Czepa & Wiesbauer. V roce 1946 se odstěhoval do Vídně, kde projektoval několik staveb.

## Dílo (výběr)

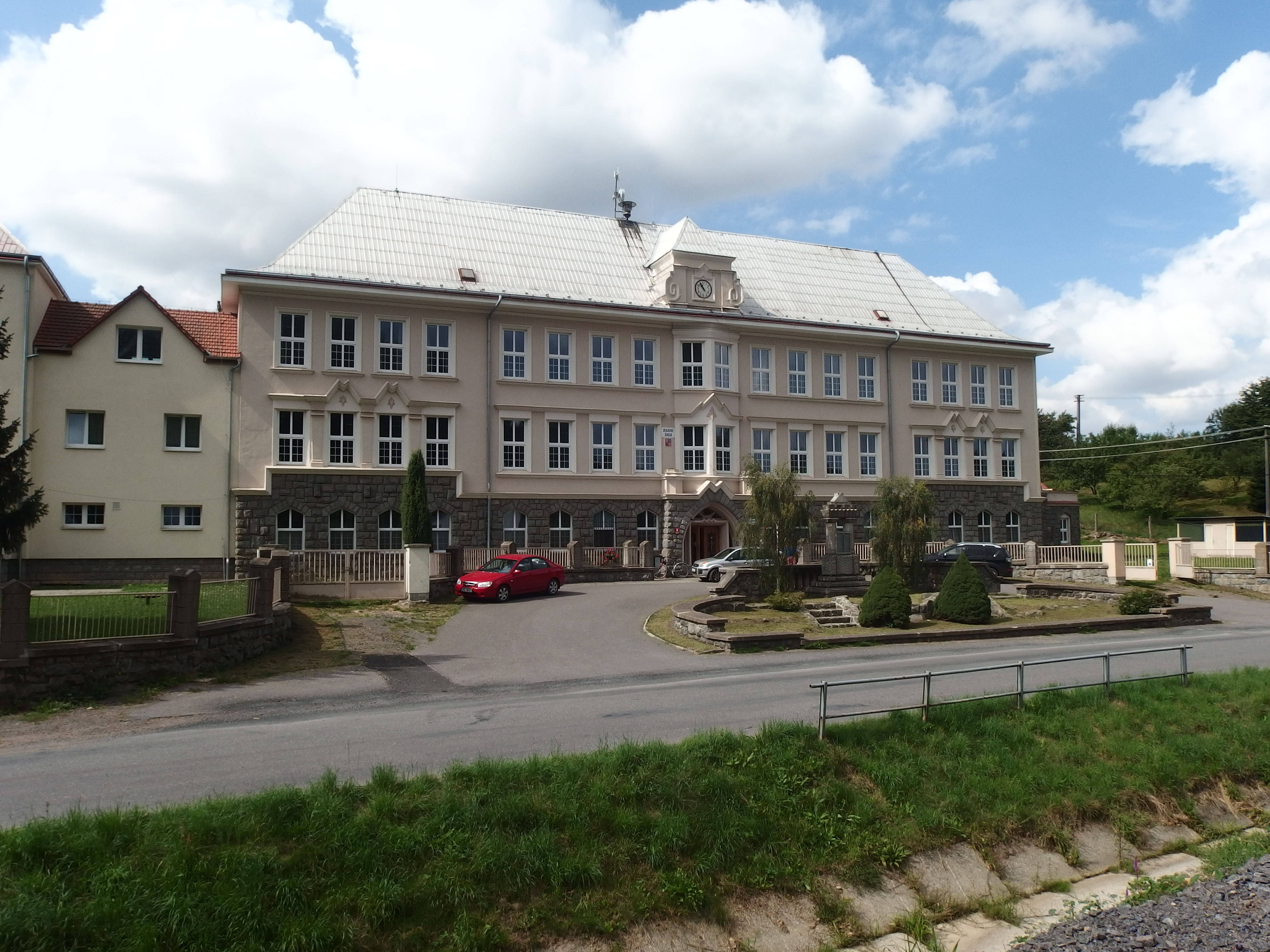
Základní škola v Třebařově

- základní škola v Třebařově, kulturní památka[3]
- bývala záložna v Tatenicích, kulturní památka[4]
- kavárna Soukup v Lanškrouně
- obchodní dům Zweiback ve Vídni
- budova Nové lékařské komory ve Vídni[2]